# Sotolon
Sotolon ist eine organische, heterocyclische Verbindung aus der Gruppe der Lactone. Die bei Raumtemperatur flüssige Substanz ist ein starker Aromastoff, der in niedriger Konzentration nach Ahornsirup, Karamell oder verbranntem Zucker, in hoher Konzentration nach Curry, Liebstöckel (Levisticum officinale) oder Bockshornklee (Trigonella foenum-graecum) riecht.

## Stoffeigenschaften
Sotolon ist ein weißer bis leicht gelber Feststoff oder eine farblose bis geringfügig gelbe Flüssigkeit. Die Geruchs-Wahrnehmungsschwelle des Stoffs liegt bei wenigen µg/kg.

## Vorkommen

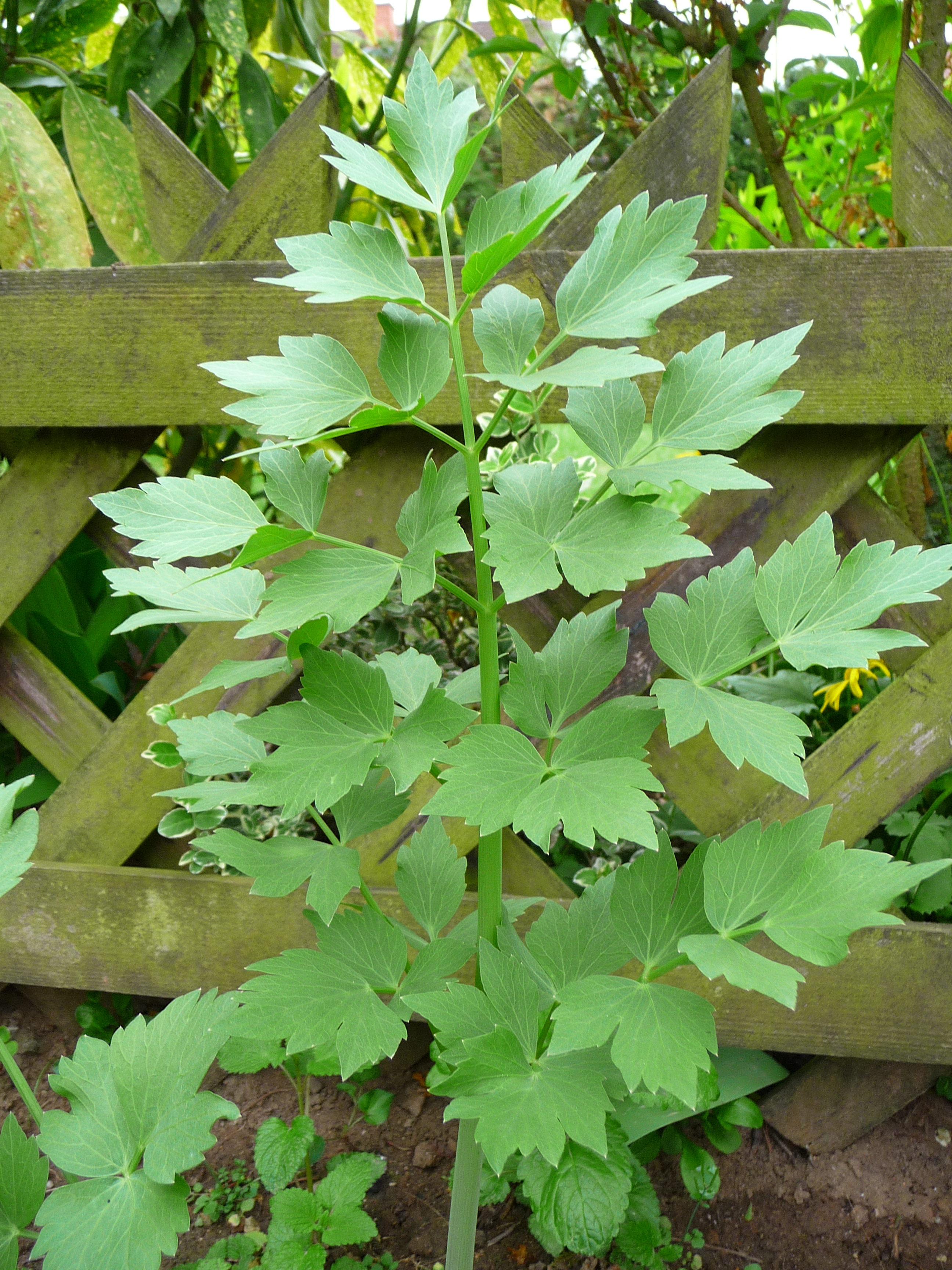
Liebstöckel

Sotolon ist die hauptsächliche Geruchskomponente in den beiden Pflanzen Liebstöckel und Bockshornklee und hat wesentlichen Anteil an den Aromen von Ahornsirup. Im gerösteten Virginischen Tabak, in gereiften Madeira-Weinen und jahrzehntealten Portweinen, im Sake und in anderen Reisweinen ist Sotolon enthalten und hat Anteil am Aroma. Auch in zitrushaltigen Erfrischungsgetränken ist Sotolon aufgefunden worden, ist dort aber ein Fremdaroma, das nichtenzymatisch während der Lagerung aus Ethanol und Ascorbinsäure entsteht. Weiterhin ist Sotolon eine von zwei chemischen Verbindungen, die hauptsächlich für das Aroma von Walnüssen verantwortlich sind.

## Biologische Bedeutung
Der Verzehr großer Mengen von sotolonhaltigen Lebensmitteln und Pflanzen wie Bockshornklee kann dazu führen, dass der Urin und der Schweiß vorübergehend den Geruch von Ahornsirup annehmen, da Sotolon relativ unverändert aus dem Körper sezerniert wird. Menschen, die an der autosomal-rezessiv vererbten Ahornsirupkrankheit leiden, besitzen nur defekte 2-Ketosäuren-Dehydrogenase-Komplexe (BCKAD-Komplex), was zu einem gestörten Abbau der Aminosäuren Leucin (Leu), Isoleucin (Ile) und Valin (Val) führt. Diese reichern sich im Blut an, ebenso wie Sotolon, das aus dem Leucin-Intermediärstoffwechsel stammt und im nach Ahornsirup riechenden Urin des Kranken nachweisbar ist.

## Sonstiges
In der Nacht zum 11. Juni 2013 wurden vier Kilogramm Sotolon in einem Chemiebetrieb der Firma Silesia in Neuss-Allerheiligen über einen 120 m hohen Schornstein freigesetzt. Die Verbindung trat nach Verdampfung bei einem Destillationsprozess aus. Das führte dazu, dass vormittags im Großraum Köln und später auch in Düsseldorf von Bewohnern ein ausgeprägter Geruch nach Suppe bzw. „Maggi“ wahrgenommen wurde. Die städtische Feuerwehr setzte zur Ursachenforschung sechs Messfahrzeuge und zwei Messleitwagen ein.